# Кси Пегаса
Кси Пегаса (ξ Пегаса, ksi Pegasi, ξ Pegasi, сокращ. ksi Peg, ξ Peg) — двойная звезда в северном созвездии Пегаса, расположенная к юго-западу от Большого Квадрата Пегаса. Кси Пегаса имеет видимую звёздную величину +4,19m, и, согласно шкале Бортля, видна невооружённым глазом даже на городском небе (англ. City sky).
Из измерений параллакса, полученных во время миссии Hipparcos, известно, что звезда удалена примерно на 53,2 св. лет (16,30 пк) от Земли. Звезда наблюдается севернее 78° ю. ш., то есть видна практически на всей территории обитаемой Земли, за исключением приполярных областей Антарктиды. Лучшее время для наблюдения — сентябрь.
Средняя пространственная скорость Кси Пегаса имеет компоненты (U, V, W)=(3.92, −31.8, −27.0), что означает U=3,92 км/с (движется по направлению к галактическому центру), V=−31,8 км/с (движется против галактического вращения) и W=−27,0 км/с (движется в направлении галактического южного полюса). Кси Пегаса движется не очень быстро относительно Солнца: её радиальная гелиоцентрическая скорость практически равна −5 км/с, что в 2 раз меньше скорости местных звёзд Галактического диска, а также это значит, что звезда приближается к Солнцу. По небосводу звезда движется на юго-восток.

## Имя звезды
Кси Пегаса (латинизированный вариант лат. Xi Pegasi) является обозначением Байера, данным им звезде в 1603 году. Хотя звезда и имеет обозначение  ξ (Кси — 14-я буква греческого алфавита), однако сама звезда — 13-я по яркости в созвездии. 46 Пегаса (латинизированный вариант лат. 46 Pegasi) является обозначением Флемстида.
По некоторым источникам звезда имела собственное имя «Хомам», которое оно разделяло с более яркой звездой третьей величины Дзета Пегаса (и которое находится всего в двух градусах от к юго-западу от Кси Пегаса). Имя звёзд Кси Пегаса и Дзета Пегаса обозначало «счастливые звезды героя» (вероятно, имея в виду Персея летающего на коне Пегасе), название в конечном итоге осталось только за Дзета Пегаса. Хотя эти звёзды кажутся близкими на небосводе, они не имеют никакого отношения друг к другу: Дзета Пегаса находятся на расстоянии 204 св. лет.
Обозначения остальных компонентов как Кси Пегаса A, B и С вытекают из конвенции, используемой Вашингтонским каталогом визуально-двойных звёзд (WDS) для звёздных систем, и принятого Международным астрономическим союзом (МАС).

## Свойства двойной звезды
Кси Пегаса— это широкая пара звёзд: в телескоп видно, что это две звезды, блеск которых + 4.195m и +11.70m. Обе звезды отдалены друг от друга на угловое расстояние в 11,4 " при позиционном угле 96,9°. что соответствует большой полуоси орбиты между компаньонами, по крайней мере, 192,3 а.е. и периоду обращения по крайней мере, 2500 лет (для сравнения радиус орбиты Плутон равен 39,5 а.е. и период обращения равен 247,9 лет, то есть Кси Пегаса B находится в 5 раз дальше). К сожалению, лучшие параметры орбиты не известны.
Если мы будем смотреть со стороны Кси Пегаса A на Кси Пегаса B, то мы увидим красную звёздочку, которая светит с яркостью −9.51m, то есть с яркостью 5 % Луны в полнолуние. С другой стороны, если мы будем смотреть со стороны Кси Пегаса B на Кси Пегаса A, то мы увидим бело-жёлтую звезду, которая светит с яркостью −17.02m, то есть с яркостью 51,5 Лун в полнолунии. Причём угловой размер звезды будет — 0,0052°, то есть в 97 раз меньше нашего Солнца.
Возраст системы Кси Пегаса — около 5,0 ± 0,5 млрд. лет, то есть у звезды Кси Пегаса A уже практически не осталось времени (<1,0 млрд. лет), прежде чем она откажется от ядерного синтеза в своём ядре и превратится сначала в субгиганта, а затем станет красным гигантом. Звезда, по-видимому, принадлежит к движущейся группе звёздWolf 630, в которую входят как минимум 150 звёзд, обладающих приблизительно одним и тем же возрастом ~5,0 млрд. лет и приблизительно одной и той же радиальной скоростью и приблизительно одним и тем же собственным движением.

### Свойства компонента A
Кси Пегаса A — карлик спектрального класса F6V, что указывает на то, что водород в ядре звезды ещё служит ядерным «топливом», то есть звезда находится на главной последовательности. Звезда излучает энергию со своей внешней атмосферы при эффективной температуре около 6178 К, что придаёт ей характерный жёлто-белый цвет звезды спектрального класса F.
Масса звезды обычна для карлика и составляет 1,17 {\displaystyle M_{\bigodot }}. А вот радиус звезды несколько великоват. В связи с небольшим расстоянием до звезды её радиус может быть измерен непосредственно, и такая попытка была сделана в 1967 году. Её абсолютный радиус был оценён в 1,3 {\displaystyle R_{\bigodot }}, что как мы знаем сегодня было в полтора раза меньше истинного диаметра, который составляет 1,86 {\displaystyle R_{\bigodot }}. Светимость звезды так же велика для карлика и составляет 4,5 {\displaystyle L_{\bigodot }}, однако вполне нормальна для звезды наводящейся с стадии перехода к субгиганту,. Для того, чтобы планета, аналогичная нашей Земле, получала примерно столько же энергии, сколько она получает от Солнца, её надо было бы поместить на расстоянии 2,1 а. е., то есть примерно в поясе астероидов, а более конкретно туда, где находится астероид Паллада расстояние до которого от Солнца составляет 2,13 а. е. Причём с такого расстояния Кси Пегаса A выглядела бы на 6 % меньше нашего Солнца, каким мы его видим с Земли — 0,47° (угловой диаметр нашего Солнца — 0,5°).
Звезда имеет поверхностную гравитацию 3,97 СГС или 93,3 м/с2, то есть почти втрое меньше, чем на Солнце (274,0 м/с2), что, по-видимому, может объясняться большой поверхностью звезды, при малой массе. Звезды, имеющие планеты, имеют тенденцию иметь большую металличность по сравнению Солнцем, но Кси Пегаса A имеет значение металличности почти на половину меньше, чем на Солнце: содержание железа в ней относительно водорода составляет 53,7 %, что позволяет предположить, что звезда пришла из других областей Галактики, где было меньше металлов, и рождено в молекулярном облаке благодаря менее плотному звёздному населению и меньшему количеству сверхновых звёзд. Звезды, богатые металлам, являются питательной средой для планет, но у Кси Пегаса A, похоже, даже нет остаточного диска который, по крайней мере, был бы свидетельством существования планетной системы, звезда была проверена на наличие избытка инфракрасного излучения, но ничего обнаружено не было. Скорость вращения у Кси Пегаса A почти в 7 раз больше солнечной и равна 12,67 км/с, что даёт период вращения звезды — 7,4 дня.

### Свойства компонента B
Кси Пегаса B — красный карлик спектрального класса M3.5V с массой звезды равной 0,32 {\displaystyle M_{\bigodot }}0.32. В связи с небольшим расстоянием до звезды её радиус может быть измерен непосредственно, и первая такая попытка была сделана в 1967 году. Его абсолютный радиус был оценён в 0,51 {\displaystyle R_{\bigodot }}, который, характерен для красных карликов спектрального класса M1V, в то же время как для красных карликов спектрального класса M3.5V более характерен радиус равный 0,3 {\displaystyle R_{\bigodot }}, то есть во время прямых измерений радиус был завышен на две третьих. Исходя из теории звёздной эволюции его светимость должна быть равна 0,01 {\displaystyle L_{\bigodot }}. Для того чтобы планета, аналогичная нашей Земле, получала примерно столько же энергии, сколько она получает от Солнца, её надо было бы поместить на расстоянии 0,31 а.е., то есть примерно на той орбите, где в Солнечной системе находится Меркурий, чей радиус орбиты равен 0,39 а.е.. Причём с такого расстояния, Кси Пегаса B выглядела бы в практически как наше Солнце, каким мы его видим с Земли — 0,51° (угловой диаметр нашего Солнца — 0,5°).

## История изучения кратности звезды
В 1825 году Д. Гершель открыл, что Кси Пегаса является двойной звездой, то есть открыл компонент AB и звёзды вошли в каталоги как HJ 301. Затем в 1834 году Д. Гершель определил, что звезда является тройной, то есть открыл компонент AC. Согласно Вашингтонскому каталогу визуально-двойных звёзд, параметры этих компонентов приведены в таблице:
| Компонент | Год  | Количество измерений | Позиционный угол | Угловое расстояние | Видимая звёздная величина 1 компонента | Видимая звёздная величина 2 компонента |
| AB        | 1825 | 30                   | 120°             | 11.0″              | 4.20m                                  | 12.40m                                 |
| AB        | 1866 | 30                   | 118°             | 12.2″              | 4.20m                                  | 12.40m                                 |
| AB        | 1975 | 30                   | 100°             | 11.5″              | 4.20m                                  | 12.40m                                 |
| AB        | 2015 | 30                   | 94°              | 11.1″              | 4.20m                                  | 12.40m                                 |
| AC        | 1834 | 9                    | 33°              | 110.0″             | 4.20m                                  | 11.10m                                 |
| AC        | 1879 | 9                    | 22°              | 127.3″             | 4.20m                                  | 11.10m                                 |
| AC        | 1924 | 9                    | 15°              | 145″               | 4.20m                                  | 11.10m                                 |
| AC        | 2000 | 9                    | 6°               | 176.9″             | 4.20m                                  | 11.10m                                 |

Обобщая все сведения о звезде, можно сказать, что у звезды Кси Пегаса есть спутник (компонент AB), звезда 12-й величины, находящийся на очень малом угловом расстоянии, которое он изменил, двигаясь по эллиптической орбите, в течение последних почти 200 лет и он, несомненно, настоящий компаньон.
Рядом находится, звезда 11-й величины (компонент AC), находящаяся на угловом расстоянии 176,9 секунд дуги у которой известен каталожный номер — BPS CS 30332-0037. У звезды не известен параллакс, однако известно собственное движение, которое на 2 порядка меньше, чем собственное движение системы Кси Пегаса, поэтому, вероятнее всего, она в систему Кси Пегаса не входит, являясь просто фоновой звездой, лежащей на линии прямой видимости.

## Ближайшее окружение звезды
Следующие звёздные системы находятся на расстоянии в пределах 20 световых лет от звезды Кси Пегаса (включены только: самая близкая звезда, самые яркие (<6,5m) и примечательные звёзды). Их спектральные классы приведены на фоне цвета этих классов (эти цвета взяты из названий спектральных типов и не соответствуют наблюдаемым цветам звёзд):
| Звезда      | Спектральный класс | Расстояние, св. лет |
| HD 212989   | K0 V               | 4.20                |
| 51 Пегаса   | G2-3 V             | 8.57                |
| G 29-38     | DAV4 wd            | 13.14               |
| Йота Рыб    | 7 V                | 14.83               |
| HN Пегаса   | G0 V               | 16.59               |
| Йота Пегаса | F5 V               | 19.38               |

Рядом со звездой, на расстоянии 20 световых лет, есть ещё порядка 20 красных, оранжевых карликов и жёлтых карликов спектрального класса G, K и M, а также 3 белых карлика, которые в список не попали.